# Bernhard Wiesinger
Bernhard Wiesinger (* 21. Oktober 1981 in Wien) ist ein österreichischer Jazz-Saxofonist und Komponist.

## Leben und Wirken
Wiesinger begann seine musikalische Ausbildung in der Musikschule Poysdorf. Diese setzte er im musikalischen Zweig des Gymnasiums BORG Mistelbach fort und studierte ab dem Jahr 2000 am Konservatorium Wien Privatuniversität, der heutigen MUK – Musik und Kunst Privatuniversität der Stadt Wien; Abschluss am Konservatorium Wien Privatuniversität im Konzertfach Jazz-Saxofon und Instrumental- und Gesangspädagogik (IGP) war 2004. Im Rahmen eines postgradualen Studiums studierte Wiesinger 2004/05 am Berklee College of Music in Boston (USA). 2008 schloss er das Masterstudium Saxofon mit Auszeichnung am Konservatorium Privatuniversität ab.
Als freischaffender Musiker lebt Wiesinger in der Nähe von Wien und ist ein aktiver Teil der Wiener Jazzszene. Er ist Mitbegründer von Musikprojekten wie free TENORS feat. Harry Sokal und Miss Moravia – World Music from Central Europe. Weiterhin kam es zur Zusammenarbeit u. a. mit dem Schlagzeuger Joris Dudli, mit dem er zwei Alben einspielte (A Rewarding Journey, 2008 und Aspiration, 2019), Christian Havel (13.03 Thirteen "O" Three, 2016), Fritz Pauer, Lori Williams, John DiMartino, Danny Grissett, Klemens Marktl, Rob Bargad, Renato Chicco und Jon Davis. Im Jänner 2020 erschien Wiesingers Debüt-Album Notice That Moment (Double Moon Records), welches er 2019 mit dem Pianisten Kevin Hays, dem Bassisten Scott Colley und dem Schlagzeuger Bill Stewart in New York aufnahm.
2010 übernahm er als Obmann die Leitung des Vereins „Jazzwerkstatt Poysdorf“ von Gründer Erich Schreiber und veranstaltet seither regelmäßig Konzerte sowie einen jährlich stattfindenden einwöchigen internationalen Jazzworkshop.

## Diskographische Hinweise
- 2013: Miss Moravia Exploring Europe (mit Andrea Profant, Juraj Bartoš, Přemek Tomšíček, Gerald Schuller, Hans Zinkl, Juraj Griglák, Herbert Pirker)
- 2013: Gina Schwarz Jazzista
- 2014: freeTENORS feat. Harry Sokal Fellowship (mit Ondrej Štverácek, Tomáš Baroš, Marián Ševcík)
- 2016: Christian Havel 13.03 Thirteen "O" Three
- 2019: Joris Dudli Aspiration
- 2020: Notice That Moment[1]

## Auszeichnungen
- 2022: Niederösterreichischer Kulturpreis – Anerkennungspreis in der Sparte Musik[2]